# Louis Bertrand (homme politique)
Pour les articles homonymes, voir Louis Bertrand et Bertrand.
Louis Bertrand, né à Molenbeek-Saint-Jean (Bruxelles) le 15 janvier 1856 et mort  le 17 juin 1943 à Schaerbeek (Bruxelles), est un journaliste homme politique et dirigeant socialiste belge.

## Biographie

### Jeunesse et formation
Louis Bertrand est le fils aîné de Pierre-Joseph Bertrand, ouvrier marbrier et de Émerence-Julie Delporte, journalière. Afin d'aider financièrement sa famille, il quitte l'école dès l'âge de douze ans. Vendeur de journaux pendant plus d'un an, Louis Bertrand devient en 1871 apprenti marbrier. Il s'oriente rapidement vers la politique. En 1885, il fonde le Parti ouvrier belge et le journal Le Peuple dont il est le directeur de 1900 à 1907.
Sa carrière politique est très fournie : il est conseiller communal à Schaerbeek (de 1895 à 1921), échevin à Schaerbeek (de 1895 à 1920), ainsi que député de (1894 à 1926). Il est nommé Ministre d'État en 1918.
Il est un grand artisan du développement urbanistique de la commune de Schaerbeek au début du XXe siècle. Il est le fondateur du Foyer Schaerbeekois (logements sociaux).
Il est également fondateur des messageries de la presse (mieux connues aujourd'hui sous le nom de AMP pour Agence et Messagerie de la Presse située 1 rue de la petite île à Anderlecht, Bruxelles) en octobre 1885 avec son ami F.Charté au n° 3 de la rue du Persil, à Bruxelles.

## Publications
Autodidacte, Louis Bertrand fut aussi un écrivain, auteur de quelques dizaines d'ouvrages parmi lesquels :
- Cinquante années de bonheur et de prospérité (1880)
- Vingt-cinq années de domination cléricale (1884)
- Le parti ouvrier et son programme (1886)
- La Belgique en 1886 (1887)
- Le logement de l'ouvrier et du pauvre en Belgique (1888)
- La coopération (1890)
- Léopold II et son règne (1890)
- César De Paepe, sa vie, son œuvre (1909)
- Schaerbeek depuis cinquante ans (1912)
- Histoire de la coopération en Belgique
- Histoire de la démocratie et du socialisme en Belgique depuis 1830

## Honneurs
La commune de Schaerbeek donna son nom à une de ses plus belles artères, l'avenue Louis Bertrand, reliant l'église Saint-Servais au parc Josaphat.